# HUNUC

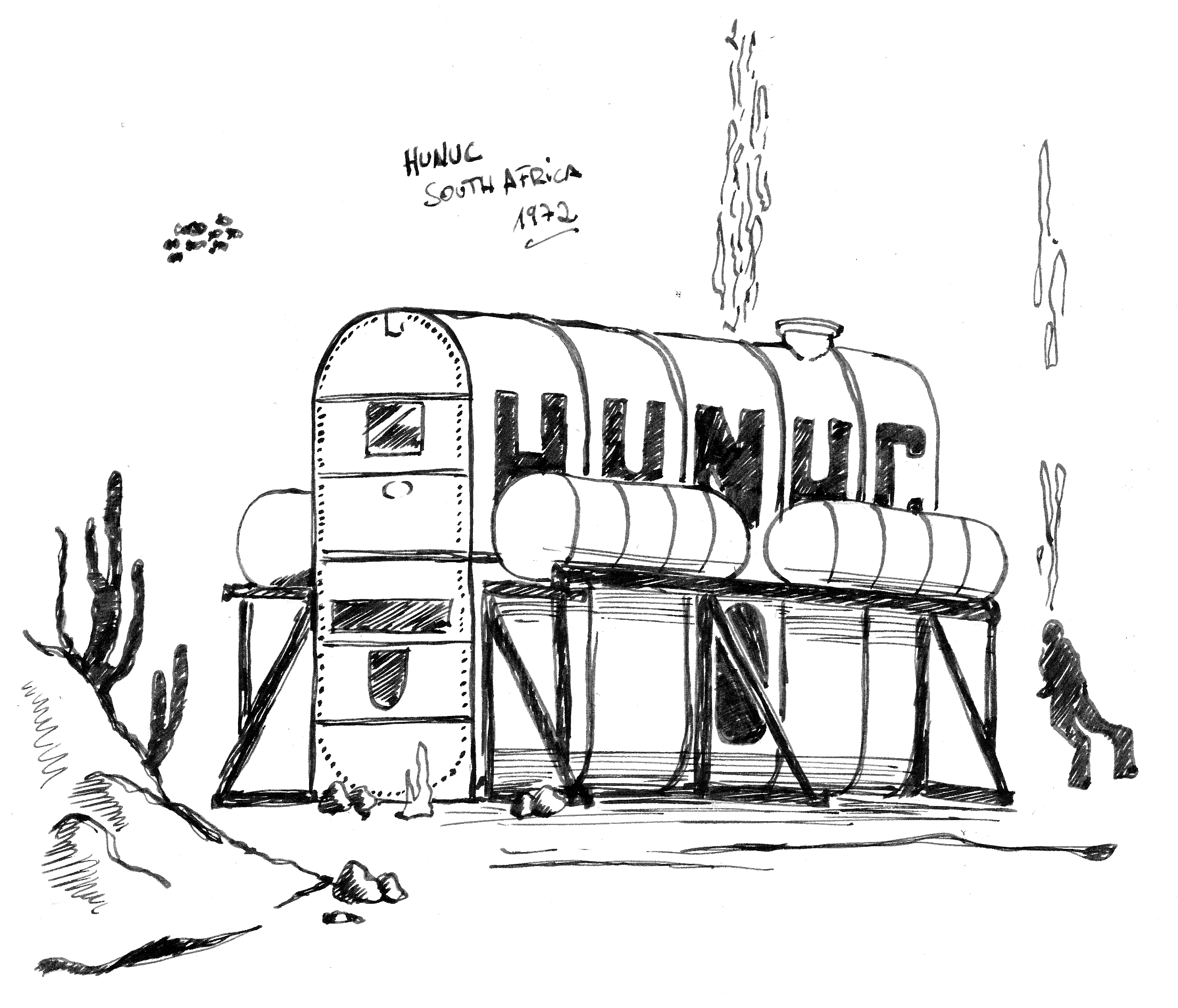
HUNUC

HUNUC (Abkürzung für Habitat of the University of Natal Underwater Club, zu Deutsch: Habitat der Universität des Natal Unterwasser-Clubs) war das erste Unterwasserlabor Südafrikas. Die Einrichtung wurde jedoch kurz nach ihrer Positionierung durch konzeptionelle Fehler und schlechte Wetterverhältnisse zerstört.
HUNUC wurde ab 1970 von Brent Addison (28) und John Gibbs (19), die beide am Council for Scientific and Industrial Research (CSIR; deutsch: Rat für wissenschaftliche und industrielle Forschung) beschäftigt waren, entwickelt und vom Oceanographic Research Institute (Meereswissenschaftliches Institut) in Durban unterstützt. Es sollte 1972 etwa 550 m vor Addington Beach, Durban, auf einer Tiefe von 10 m positioniert werden und zwischen 26.000 und 30.000 Rand kosten.

## Spezifikationen
HUNUC bestand aus zwei ausgemusterten, stählernen Sirup-Tanks, die von der Zucker-Firma Huletts gespendet worden waren. Die Tanks wurden so miteinander verschweißt, dass bei einer Gesamthöhe von 5,9 m zwei Etagen mit einer Innenbreite von 1,5 m entstanden. Die untere Etage beinhaltete Pressluftflaschen und Ballast. Die obere beherbergte einen Laborbereich für Forschungsprogramme und technische Experimente und enthielt Waschbecken, Toilette, Regale, Schränke, Fischtanks und Bänke; der Wohnbereich zum Schlafen, Entspannen und Essen war mit einem Fenster, vier Klappbetten und Kühlschrank eingerichtet. Die Anlage verfügte weiterhin über eine warme Dusche mit einem Wassertank von 75 Litern (20 Gallonen) sowie Telefon- und Kamerasysteme. Das Habitat wurde wie schon andere Habitate in Gelb gestrichen, um unter Wasser besser erkennbar zu sein. Die Konstruktion hatte ein Gesamtgewicht von 45 Tonnen, von denen 20 Tonnen Schrott als Ballast dienten. Es wurde von sechs Stützbeinen gehalten, auf denen Ballast-Tanks montiert waren.
HUNUC war ein Umgebungsdruck-Habitat; die Insassen waren also Sättigungstaucher, die am Ende ihrer Mission mangels ausreichender Kenntnis zwei Stunden ein „reverse gas“, also vermutlich ein Atemgas mit erhöhtem Sauerstoffanteil atmen sollten, um einer Dekompressions-Krankheit vorzubeugen. Die lebenserhaltenden Systeme wurden von den Draegerwerken in Deutschland gestiftet; stellvertretend besuchte Jürgen Schmidt HUNUC und bezeichnete es als „das ambitionierteste Amateur-Projekt dieses Typs weltweit“.

## Geplante Missionen
Für HUNUC war ein Programm geplant, für das vier Mannschaften aus je vier Personen jeweils eine Woche im Habitat verbringen sollten. Die Hauptabsicht war die Beobachtung der marinen Welt bei Nacht und Forschung an Haien in ihrer natürlichen Umgebung, was mit herkömmlicher Tauchtechnik bis dahin kaum möglich war. Ein lokales Strandhotel erklärte sich bereit, für die Zeit der Mission täglich drei Mahlzeiten zu spenden.
Nach fast einem Jahr Verzögerung wegen fehlender Finanzierung startete die Zeitung „Daily News“ am 12. April 1972 einen Aufruf nach Spenden von 20 Tonnen Metallschrott zur Ballastierung, die am darauf folgenden Tag auch geleistet wurde.
Am 18. April sollte die lokale Bevölkerung die Gelegenheit bekommen, das Habitat vor der Positionierung im Meer zu besichtigen.
Die ersten zwei Mannschaften sollten aus folgenden Personen bestehen:
1. Mannschaft
- Brent Addison, Wissenschaftler am CSIR und Projekt-Organisator
- Dr. A. E. F. Heydorn, Direktor des Oceanographic Research Instituts, Durban
- J. Joubert, Lt. Commander der südafrikanischen Marine
- J. Gibbs, Universität Natal

2. Mannschaft
- D. Smith, Universität Natal
- T. McClurg, CSIR
- I. S. Scaaf, südafrikanische Marine
- P. Zoutendyk, Universität von Kapstadt

Es war vorgesehen, dass während der Missionen abwechselnd Exkursions-Tauchgänge mit zwei Personen vorgenommen werden. Diese sollten jeweils um 6, 11, 18 und 21 Uhr stattfinden.

## Unterstützung
Obwohl HUNUC als Amateur-Projekt begann, erhielt es doch auch moralische Unterstützung durch Dr. Sylvia Earle-Mead und Dr. Robert Helmreich vom Projekt Tektite 2; Dr. J. Tenney, Projekt-Manager von Tektite 1 und 2; Dr. Wicklund, Projekt-Manager von Hydrolab; Dr. G. Ulig, Cheftaucher des Habitats Helgoland. Dadurch erhielt es auch international Relevanz. Der für das erste Team vorgesehene Dr. A. E. F. Heydorn, Direktor des Oceanographic Research Instituts in Durban, reiste daraufhin nach Deutschland, um im Vorfeld der Mission das Habitat Helgoland zu besuchen.
Als Versorgungsschiff stellte die südafrikanische Marine das Tauch-Schiff Fleur zur Verfügung, das während der Missionen über dem Habitat ankern sollte. Es enthielt neben einer Dekompressionskammer auch einen Notfall-Generator für Energie-Engpässe.

## Chronologie
- 3. Mai 1972: Das Habitat wird vor dem Marine Hafen von Durban auf Salisbury Island zu Wasser gelassen. Die Hafenbehörde besteht auf ein Zertifikat zur Seetauglichkeit, welches jedoch für Schiffe und Tauchboote, aber nicht für Unterwasserstationen existiert.[12] Die Sicht am Einsatzort sinkt inzwischen auf etwa 6,5 m.
- 7. Mai: Der Initiator des Projekts, Brent Addison, bricht sich einen Fußknochen, als er durch ein 113 kg schweres Bauteil getroffen wird.[13]
- 21. Mai: HUNUC wird auf seinen Einsatzort geschleppt und versenkt, löst sich jedoch aus seiner Verankerung und beginnt, mit den Wellenbewegungen zu schwingen und später gegen die Riffe zu schlagen, wobei die Ballast-Tanks abgerissen werden und die Konstruktion immer schwerer beschädigt wird. Die Verankerung gilt schon ab dem Zeitpunkt als nicht reparierbar. Man schlägt vor, das Habitat teilweise zu fluten, um den Auftrieb zu verringern, entscheidet sich jedoch dazu, mit Wasser gefüllte Kanister ins Habitat zu bringen, um die Einrichtung nicht zu beschädigen. Am nächsten Morgen sollen dann fünf bis zehn Tonnen Ballast hinzugefügt werden.[14] Schlechte Sicht, hoher Wellengang und der Einbruch der Nacht führen zum Abbruch der Rettungsarbeiten, so dass das Habitat bis zum nächsten Morgen unbemannt zurückgelassen wird.
- 22. Mai: Der Taucher Max Smale gerät mit seinem Fuß zwischen die Stützkonstruktion und das Habitat und verletzt sich dabei schwer, so dass er schnell abtransportiert werden muss.[15] Die Ballasttanks werden am selben Tag geborgen
- 23. Mai: Man erwägt zum ersten Mal, HUNUC aufzugeben.[16]
- 24. Mai: Im Innenraum des Habitats befinden sich etwa 40 cm Wasser. Man hofft auf ruhigere See, um weiteren Ballast zu entfernen, das Habitat auftauchen zu lassen und es dann abschleppen zu können. Das Wetter bleibt jedoch rau. Alle Versuche, am Habitat zu arbeiten, werden als lebensgefährlich eingestuft und abgebrochen, so dass man nur zusehen kann, wie das Habitat gegen das Riff schlägt. Das Versorgungsschiff Fleur verlässt den Einsatzort.[17]
- 28. Mai: Man beschließt endgültig, HUNUC seinem Schicksal zu überlassen.[18]

Koblick und Miller kommen zu dem Schluss, dass der Schwerpunkt des Habitats durch die Konstruktion sehr hoch lag und dass der Ballast nicht ausreichte. Aber erst in Zusammenhang mit den schlechten Wetterbedingungen führte dies zum Scheitern des Projekts.